# Papakha
Papakha (em armênio/arménio:  փափախ, p‘ap‘akh}; em azeri:  papaq; em adigue:  па1о, pa'o; em georgiano:  ფაფახი, p’ap’akhi; em checheno:  холхазан куй, kholkhazan kuy; em russo:  папа́ха, papakha; IPA: [pɐˈpaxə]), também conhecida como peruca astracã, é um chapéu de lã usado por homens em todo o Cáucaso e também em regimentos uniformizados na região e fora dela. A palavra "papakha" é de origem turca (papak, em azeri papaq).

## Estilo
Existem dois papakhas caucasianos diferentes. Um deles, chamado papaha, é um chapéu alto, geralmente feito de pele de ovelha caracul. O chapéu tem a aparência geral de um cilindro com uma extremidade aberta e é colocado sobre a cabeça de modo que a aba toque as têmporas. Alguns deles vêm com abas de orelha que podem ser dobradas quando não estiverem em uso. O outro chamado kubanka, que é semelhante ao papaha, exceto que é mais curto e sem abas de orelha.

## Prevalência
Os papakhas são muito comuns na Armênia e em outras regiões montanhosas, onde o chapéu de um homem é considerado uma parte muito importante de sua identidade. Na Geórgia, também são usados principalmente nas regiões montanhosas de Pshavi, Khevi, Mtiuleti e Tusheti. Eles também são muito comuns no Azerbaijão. Os papakhas também são usados pelos chechenos, daguestanianos e outras tribos caucasianas. Em 1855, após as campanhas nas montanhas do Cáucaso, o papakha foi introduzido no exército russo como parte oficial do uniforme para os cossacos e, posteriormente, para o resto da cavalaria.

## Uniformes do exército russo e soviético
Logo após a Revolução Russa de 1917, os papakhas foram removidos do novo uniforme do Exército Vermelho por causa de sua associação com o antigo regime czarista e pelo fato de muitos regimentos cossacos do exército czarista lutarem contra os bolcheviques. Durante a Guerra Civil Russa, muitos cavaleiros e oficiais bolcheviques (como Vasily Chapayev) usavam papakhas ou kubankas porque muitos deles eram cossacos e o chapéu fazia parte do uniforme do cavaleiro.
Em 1994, eles foram novamente removidos do uso militar. Alegadamente, isso foi a pedido dos usuários, que acharam o chapéu ineficiente. O ato de remover os papakhas foi visto em alguns setores como uma tentativa do regime de Boris Yeltsin de abandonar as tradições soviéticas anteriores e demonstrar simbolicamente o compromisso do país com um novo rumo político. Em 2005, no entanto, os papakhas foram restabelecidos.[carece de fontes?]

## Papakhacontemporânea

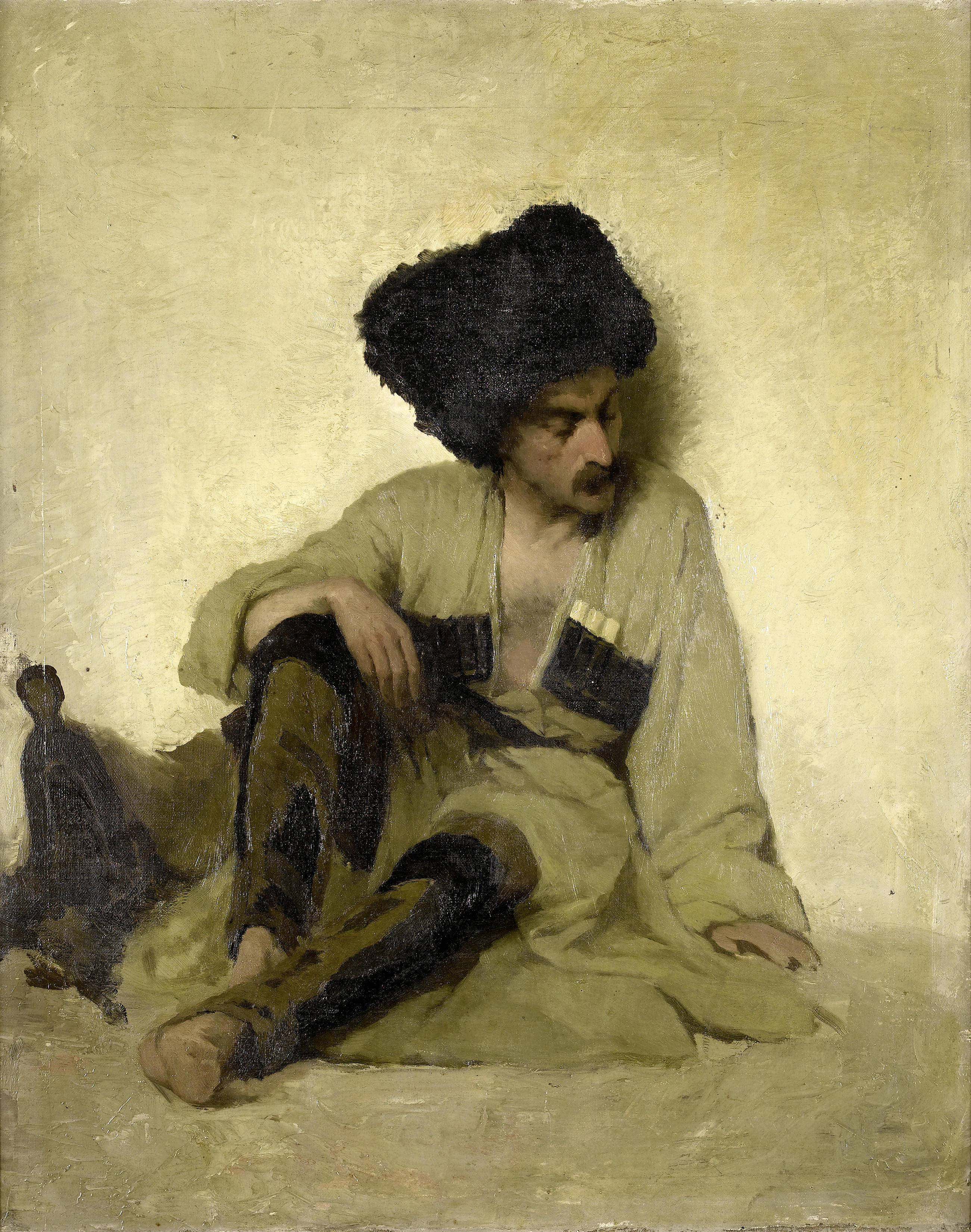
Um caucasiano usando um papakha

A herança da Papakha vem da região do Cáucaso e é usada em toda a região, incluindo Azerbaijão, Geórgia, Armênia, Daguestão e Chechênia, além da Rússia e da Ucrânia.

## Galeria

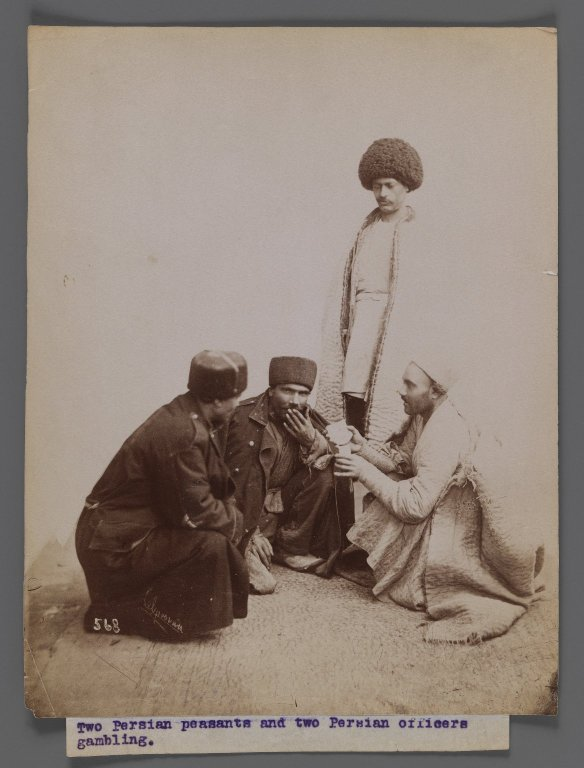
Dois camponeses persas e dois oficiais persas jogando, entre 1876 e 1933; o camponês de pé está usando um papakha. Museu do Brooklyn
Vazha-Pshavela usando papakha georgiano